# Sleep Party People
Sleep Party People è un progetto musicale nato nel 2008 per iniziativa dell'artista danese Brian Batz.

## Storia del gruppo
Sin dall'inizio, questo progetto è stato caratterizzato dall'indossare maschere di coniglio sia nei servizi fotografici e nei video sia nelle performance dal vivo.
Contrariamente a ciò che si potrebbe intuire, Sleep Party People non è un gruppo musicale: infatti Brian Batz è l'unico componente stabile all'interno di questo progetto e insieme a lui collaborano durante i concerti Kaspar Kaae, Jacob Høegh, Ask Bock, Casper Hegstrup, Anders Stig Møller, Hans Hvidberg, Per Lyhne, Rasmus Lindahl, Line Felding e Frederik Thybo, che lo stesso Batz ha definito come «Un buon gruppo di amici che si esibiscono con me. Quindi non è una band, sono solo io e i miei conigli, in un certo senso».
Guadagnando rapidamente una buona notorietà, il progetto Sleep Party People fu menzionato all'interno di Soundvenue, la più prestigiosa rivista musicale danese. Successivamente, l'etichetta discografica Neh-Owh Records scelse due loro brani da inserire in una raccolta.
Con questo successo, Batz fu descritto da giornali olandesi e britannici. Il suo primo album venne recensito positivamente, e definito come «Uno degli album più strani e più belli degli ultimi tempi» e «Nebbioso, sognante, un meraviglioso album di debutto» da due delle più grandi riviste danesi.
Alla fine del 2009, Batz ha firmato con l'etichetta discografica A:larm Music. Nel 2010 ha pubblicato il suo album di esordio omonimo contenente dieci canzoni. L'album è una raccolta musicale di ninne nanne per pianoforte, brani strumentali e qualcosa simile al pop, quasi derivasse da una strana e migliore dimensione. Ha una profondità e una grandezza tale da richiamare gli album più scuri di gruppi come i The Cure, My Bloody Valentine e Slowdive, pur rimanendo comunque moderno.
Nell'aprile 2012 Batz pubblicò un nuovo album, intitolato We Were Drifting on a Sad Song. Nel 2013, ha, insieme ai suoi compagni di esibizione, ha effettuato un tour nel Regno Unito. Sempre nel 2013, Batz si recò a San Francisco per iniziare a lavorare al terzo album, in compagnia dei produttori Jeff Saltzman e Mikael Johnston. Batz scrisse e realizzò tutto tornando in Danimarca con l'album quasi completamente realizzato.
Il terzo album, intitolato Floating, è stato pubblicato in Scandinavia e in Asia il 30 maggio 2014 e in tutto il mondo il 2 giugno dello stesso anno.

## Accoglienza
Il The Current scrisse: «Questo gruppo che si esibisce dal vivo con delle maschere da coniglio, quasi per superare la timidezza, suona canzoni create per le prime ore del giorno, quando sei in procinto di andare a dormire ma hai ancora da finire una bella tazza di tè».

## Discografia

### Album in studio
- 2010 – Sleep Party People
- 2012 – We Were Drifting on a Sad Song
- 2014 – Floating

### Singoli
- 2010 – A Dark God Heart
- 2011 – Remixes
- 2012 – Chin
- 2012 – Gazing at the Moon
- 2014 – In Another World
- 2014 – Floating Blood of Mine